# Пасицелівська сільська рада
Пасице́лівська сільська́ ра́да — колишня адміністративно-територіальна одиниця та орган місцевого самоврядування в Балтському районі Одеської області. Адміністративний центр — село Пасицели.

## Загальні відомості
- Територія ради: 77,6 км²
- Населення ради: 1 369 осіб (станом на 2001 рік)
- Територією ради протікає річка Тилігул

## Населені пункти
Сільській раді підпорядковані населені пункти:
- с. Пасицели

## Населення
Згідно з переписом 1989 року населення сільської ради становило 1773 особи, з яких 719 чоловіків та 1054 жінки.
За переписом населення 2001 року в сільській раді мешкали 1353 особи.

### Мова
Розподіл населення за рідною мовою за даними перепису 2001 року:
| Мова       | Відсоток |
| ---------- | -------- |
| українська | 94,3 %   |
| російська  | 2,7 %    |
| молдовська | 2,12 %   |
| білоруська | 0,15 %   |
| вірменська | 0,07 %   |
| гагаузька  | 0,07 %   |

## Склад ради
Рада складається з 16 депутатів та голови.
- Голова ради: Вовк Сергій Борисович
- Секретар ради: Ткач Валентина Анатоліївна

### Керівний склад попередніх скликань
| Прізвище, ім'я, по батькові | Основні відомості                                                         | Дата обрання | Дата звільнення |
| --------------------------- | ------------------------------------------------------------------------- | ------------ | --------------- |
| Вовк Сергій Борисович       | Сільський голова, 1972 року народження, освіта вища, безпартійний         | 26.03.2006   | 31.10.2010      |
| Вовк Сергій Борисович       | Сільський голова, 1972 року народження, освіта вища, член Партії регіонів | 31.10.2010   |                 |

Примітка: таблиця складена за даними сайту Верховної Ради України

### Депутати
За результатами місцевих виборів 2010 року депутатами ради стали:

#### За суб'єктами висування
| Суб'єкт висування                                       | Кількість обраних депутатів | %    |
| ------------------------------------------------------- | --------------------------- | ---- |
| Партія регіонів                                         | 8                           | 50   |
| Самовисування                                           | 4                           | 25   |
| Політична партія Всеукраїнське об'єднання «Батьківщина» | 2                           | 12,5 |
| Соціалістична партія України                            | 1                           | 6,3  |
| Українська Народна Партія                               | 1                           | 6,3  |

#### За округами
| № округу                                                | Прізвище, ім'я, по батькові      | Дата визнання обраним | Освіта  | Партійна приналежність           | Відомості про обраного депутата                   |
| ------------------------------------------------------- | -------------------------------- | --------------------- | ------- | -------------------------------- | ------------------------------------------------- |
| Партія регіонів                                         |                                  |                       |         |                                  |                                                   |
| 2                                                       | Ткач Валентина Анатоліївна       | 01.11.2010            | вища    | член Партії регіонів             | Пасицелівська сільська рада, секретар             |
| 5                                                       | Вовк Любов Федорівна             | 01.11.2010            | вища    | член Партії регіонів             | сільська рада, землевпорядник                     |
| 8                                                       | Баранова Ольга Іванівна          | 01.11.2010            | середня | член Партії регіонів             | магазин, продавець                                |
| 9                                                       | Перепелиця Валентина Анатоліївна | 01.11.2010            | вища    | член Партії регіонів             | Балтський відділ культури, бібліотекар            |
| 10                                                      | Ткач Віктор Ананійович           | 01.11.2010            | середня | член Партії регіонів             | відділення зв'язку, листоноша                     |
| 12                                                      | Зварич Юрій Петрович             | 01.11.2010            | середня | член Партії регіонів             | фермер                                            |
| 13                                                      | Богуч Наталія Володимирівна      | 01.11.2010            | вища    | член Партії регіонів             | Пасицелівська загальноосвітня школа, вчитель      |
| 14                                                      | Маріянчук Жанна Іванівна         | 01.11.2010            | вища    | член Партії регіонів             | Пасицелівська загальноосвітня школа, вчитель      |
| Політична партія Всеукраїнське об'єднання «Батьківщина» |                                  |                       |         |                                  |                                                   |
| 1                                                       | Трубен Людмила Петрівна          | 01.11.2010            | середня | позапартійна                     | тимчасово не працює                               |
| 3                                                       | Мазур Петро Євгенійович          | 01.11.2010            | середня | позапартійний                    | , охоронець                                       |
| Соціалістична партія України                            |                                  |                       |         |                                  |                                                   |
| 7                                                       | Ткач Галина Іванівна             | 01.11.2010            | середня | позапартійна                     | сільська рада, касир                              |
| Українська Народна Партія                               |                                  |                       |         |                                  |                                                   |
| 16                                                      | Сорока Оксана Миколаївна         | 01.11.2010            | вища    | член Української Народної Партії | Пасицелівська загальноосвітня школа, вчитель      |
| Самовисування                                           |                                  |                       |         |                                  |                                                   |
| 4                                                       | Цобенко Тетяна Василівна         | 01.11.2010            | вища    | позапартійна                     | Пасицелівська загальноосвітня школа, вчитель      |
| 6                                                       | Миргород Ольга Євгеніївна        | 01.11.2010            | вища    | позапартійна                     | Пасицелівська загальноосвітня школа, завгосп      |
| 11                                                      | Цобенко Микола Іванович          | 01.11.2010            | середня | позапартійний                    | приватний підприємець                             |
| 15                                                      | Пужайло Світлана Михайлівна      | 01.11.2010            | середня | позапартійна                     | Пасицелівська загальноосвітня школа, техпрацівник |